# Alojzij Ambrožič
Alojzij Ambrožič, conhecido em inglês como Aloysius Matthew Ambrozic, (Gabrje, 27 de janeiro de 1930 - 26 de agosto de 2011) foi um cardeal esloveno radicano no Canadá, arcebispo-emérito de Toronto e cardeal-presbítero de Santos Marcelino e Pedro desde 21 de fevereiro de 1998.

## Biografia
Ambrozic nasceu perto de Gabrje, no Reino da Iugoslávia (atual Eslovênia), como Alojzij Matej Ambrožič, um dos sete filhos de Alojzij (ou "Lojze") Ambrožič e Helena Pečar. Em maio de 1945, ele e sua família fugiram para a Áustria , após o que completou o ensino médio em Liubliana e vários Campo de refugiados (Vetrinj, Peggez e Spittal an der Drau).A família foi para o Canadá em setembro de 1948, onde estudou no Seminário de Santo Agostinho e foi ordenado sacerdote em Toronto em 4 de junho de 1955. Ele serviu primeiro em Port Colborne, Ontário , e mais tarde lecionou em St. Seminário de Agostinho em Toronto.
Estudou teologia em Roma e formou-se em teologia pela Pontifícia Universidade São Tomás de Aquino. Em seu retorno ao Canadá, ele ensinou Escritura no Seminário de Santo Agostinho de 1960 a 1967. Ele então estudou na Universidade de Würzburgo, na Alemanha, e obteve doutorado em teologia lá em 1970. Ele ensinou exegese na Escola de Teologia de Toronto de 1970 a 1976, quando foi nomeado Bispo Auxiliar de Toronto em 27 de maio de 1976. Em 22 de maio de 1986, tornou-se Arcebispo Coadjutor de Toronto, e devidamente sucedeu ao cargo de Arcebispo de Toronto em 17 de março de 1990.
Em 1998, foi criado cardeal pelo Papa João Paulo II e designado para a igreja titular de Santi Marcellino e Pietro. Tornou-se membro do Pontifício Conselho para a Pastoral dos Migrantes e Itinerantes em 1990, da Congregação para o Clero em 1991, do Pontifício Conselho para a Cultura em 1993 e da Congregação para o Culto Divino e a Disciplina dos Sacramentos em 1999. Foi um dos cardeais eleitores que participaram do conclave de 2005 que selecionou o Papa Bento XVI. Ele se aposentou em 16 de dezembro de 2006.
Durante seu arquiepiscopado, Toronto sediou a Jornada Mundial da Juventude de 2002. Ele era um oponente vocal do Casamento entre pessoas do mesmo sexo no Canadá. Ao se aposentar por motivos de idade, foi sucedido como Arcebispo de Toronto por Thomas Christopher Collins em 30 de janeiro de 2007.
Ambrozic morreu em 26 de agosto de 2011, após uma longa doença. [carece de fontes?] Sua missa fúnebre foi realizada em 31 de agosto de 2011 na Catedral de São Miguel em Toronto, sob a presidência do Arcebispo Thomas Collins. [carece de fontes?] Mais de 1.000 pessoas compareceram à missa, incluindo o ministro das finanças federal canadense Jim Flaherty e os prefeitos locais Rob Ford de Toronto e Hazel McCallion de Mississauga. [carece de fontes?]

## Visualizações
Ambrozic foi uma figura um tanto controversa no catolicismo canadense e foi objeto de oposição vocal de alguns católicos e ex-católicos liberais ou progressistas por suas posições conservadoras. [carece de fontes?] Ao mesmo tempo, ele rejeitou um pedido da Sociedade de Missa Tradicional de Toronto (o capítulo local de Una Voce) para convidar a Fraternidade Sacerdotal de São Pedro para oferecer Missas Tridentinas na arquidiocese.